# NGC 2782
NGC 2782 is een balkspiraalstelsel in het sterrenbeeld Lynx. Het hemelobject werd op 18 maart 1787 ontdekt door de Duits-Britse astronoom William Herschel.

## Synoniemen
- UGC 4862
- IRAS09108+4019
- MCG 7-19-36
- Arp 215
- ZWG 209.31
- KUG 0910+403
- PGC 26034